# 와세다 정류장
와세다 정류장(일본어: 早稲田停留場)은 일본 도쿄도 신주쿠구 니시와세다 1초메에 있는 도쿄 도 교통국 도덴 아라카와 선의 정류장이다. 도덴 아라카와 선의 종점이다.
도쿄 메트로 도자이 선 와세다 역은 본 정류장에서 남남동쪽으로 직선 거리로 약 600m 떨어져 있다.

## 정류장 구조
두단식 승강장 2면 1선의 지상 정류장이다. 선로 사이로 남북으로 플랫폼이 있어 북쪽이 하차 전용, 남쪽이 승차 전용이다. 아라카와 선은 해당 정류소 구내에서 끝을 향해 복선에서 단선으로 바뀌면서 하차 플랫폼은 복선 구간까지 연장하는 형태로 설치되어 있다. 본 정류소에 도착한 전차는 하차 후 승차 취급을 시작하지만 이 와중에 후속 전차가 도착할 경우 후속 전차는 복선 구간에 정차하고 하차로 취급한다.
신메지로도리가 확장될 때까지는 플랫폼에 둘러싸인 전용 궤도에 있었지만 도로 확장 시 역사의 이전과 함께 도시 전차의 선로도 도로 중앙에 궤도가 위치하도록 이설이 되었고 현재 위치로 옮겨졌다. 과거의 궤도는 고도바시 방면으로 향하는 차도로 바뀌었다.

## 정류장 주변
도덴 아라카와 선의 승강장은 "와세다 정류장"이지만, 가장 가까운 사거리는 "도덴 와세다 역"이다.
- 와세다 대학 와세다 캠퍼스(대학 본부, 오쿠마 강당 등)
- 더 로열 호텔 도쿄
- 호텔 친잔소 도쿄
- 일본여자대학 메지로 캠퍼스
- 에이세이 분쿄
- 도에이 버스 와세다 영업소(아라카와 선 정기권 판매나 시각표의 배포도 이루어진다.)

## 역사
원래 도쿄 시덴이 먼저 개업하고 차고(현, 도에이 버스 와세다 영업소)도 존재하고 있었다.
- 1918년 7월 6일: 도쿄 시덴이 시모토쓰카(후, 와세다로 변경) 정류장까지 개통.
- 1930년 3월 30일: 오지 전기궤도 와세다 정류장 영업 개시.
- 1942년 2월 1일: 오지 전기궤도가 도쿄 시가 인수되면서 도쿄 시덴의 역이 됨.
- 1949년 12월 1일: 구 전차(에도가 와선) 와세다 종점을 구 오덴(와세다 선) 와세다 역으로 연장되고 접속됨.
- 1968년 9월 29일: 에도가와 선 와세다 ~ 에도가와바시 ~ 오마가리 ~ 구단시타 구간이 폐지되면서 와세다 차고도 동시에 폐지됨.

## 인접 정류장
| 도쿄 도 교통국 ■ 도덴 아라카와 선 | 도쿄 도 교통국 ■ 도덴 아라카와 선 | 도쿄 도 교통국 ■ 도덴 아라카와 선 |
| --------------------------------- | --------------------------------- | --------------------------------- |
| 시·종착역                         |                                   | 오모카게바시 미노와바시 방면      |